# Sébastien Foucras
Sébastien Foucras, född den 4 januari 1972 i Montreuil-sous-Bois, Frankrike, är en fransk freestyleåkare.
Han tog OS-silver i herrarnas hopp i samband med de olympiska freestyletävlingarna 1998 i Nagano.